# Thỏ cáo bạc

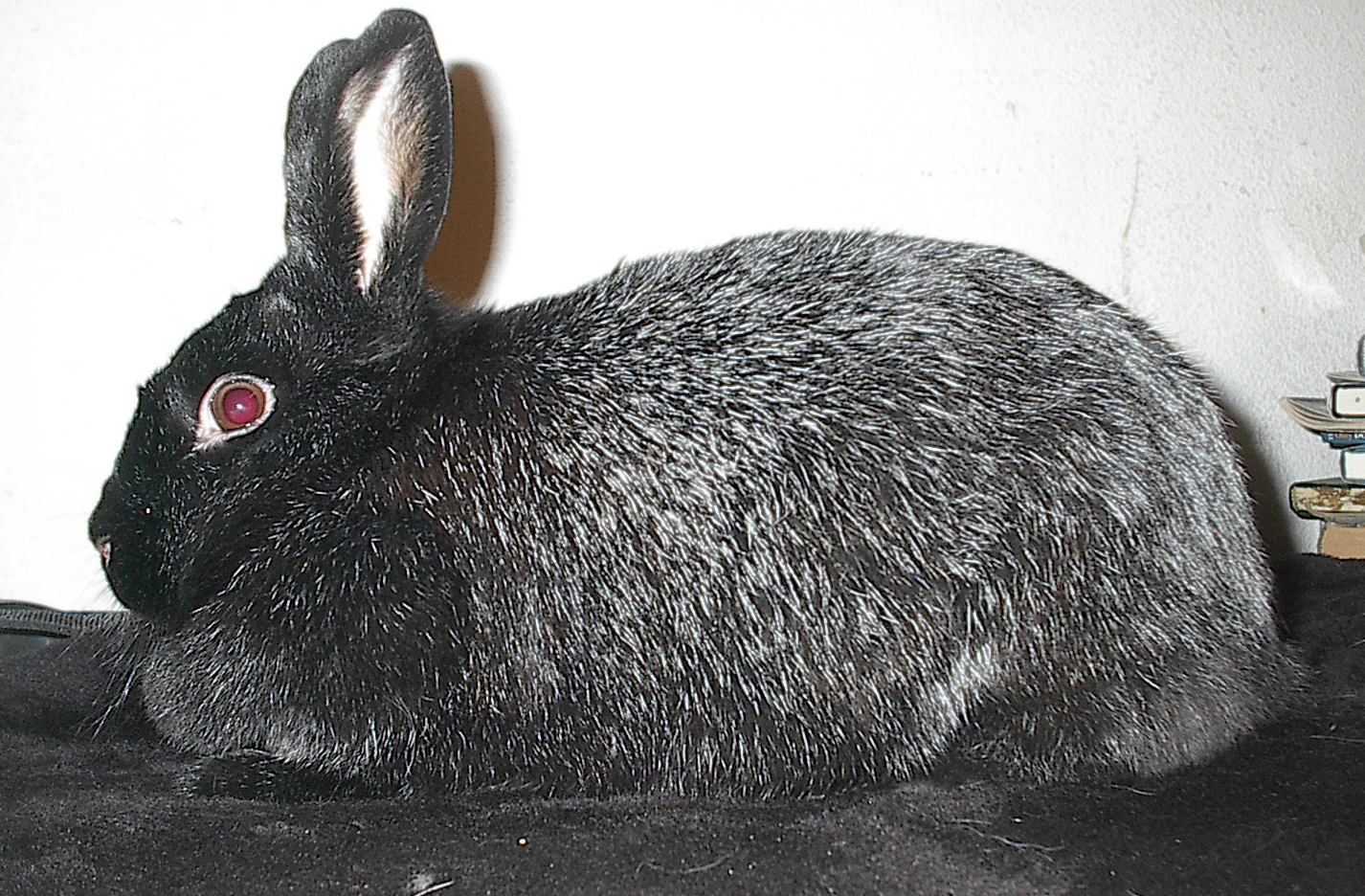
Một con thỏ cáo bạc

Thỏ cáo bạc là một giống thỏ có nguồn gốc từ Mỹ. Chúng là giống thỏ nhà quý hiếm được phát triển bởi Walter B. Garland ở North Canton, Ohio, và được nuôi để lấy thịt, phục vụ trình diễn, và lông thú. Các giống được công nhận bởi Hiệp hội nhân giống thỏ Mỹ (American Rabbit Breeders).

## Lịch sử
Các giống thỏ cáo bạc đã được phát triển sau 14 năm chọn lọc nhân giống bởi Walter B. Garland của North Canton, Ohio và là giống thứ ba được phát triển tại Hoa Kỳ. Nó bắt đầu khi một con Thỏ mắt kiếng đen được lai tạo để tạo ra một con thỏ Anh. Năm 1925, loài này được chấp nhận bởi ARBA tại hội nghị Colorado Springs. Chúng được đổi tên thành Silver Fox vào năm 1929. Hôm nay Silver Fox được cho là một trong những giống thỏ hiếm nhất ở Mỹ, và đang bị đe dọa.

## Đặc điểm
Chúng là một giống thỏ lớn và ngoan ngoãn. Chúng nặng từ 9-11 pounds. Nó được đặt tên cho bộ lông rậm rạp của nó và nó gần giống tấm da của những con cáo bạc Silver Fox. Lông của thỏ Silver Fox là độc đáo ở chỗ nó là lâu hơn so với những gì thường thấy trong các giống thỏ nhà. Theo tiêu chuẩn ARBA lông không phải là để được ít hơn 1 1/2 inch chiều dài. Chúng một loạt các màu sắc, như màu xanh, chocolate, hoa cà, và nhiều loại phổ biến hơn của màu trắng.
Chúng là vật nuôi nhạy cảm với các yếu tố ngoại cảnh (chốn trạy, sợ tiếng động), khả năng thích ứng với môi trường kém. Sống trong nhà chúng sẽ được an toàn hơn. Cần tránh tiếp xúc với các loài động vật khác, đặc biệt là chuột. Nếu ban ngày chúng ăn không hết thức ăn thì cần vét sạch máng, nếu thừa chuột sẽ lên ăn và cắn chết thỏ, nhất là thỏ con mới đẻ.
Dạ dày chúng co giãn tốt nhưng co bóp yếu. Nhiều con bị chứng sâu răng hành hạ và có vấn đề về tiêu hóa. Chúng cũng bị mắc một số bệnh như bại huyết, ghẻ, cầu trùng, viêm ruột, do ăn thức ăn sạch sẽ, không bị nấm mốc. Nếu thấy chúng có hiện tượng phân hôi, nhão sau đó lỏng dần thấm dính đét lông quanh hậu môn, kém ăn, lờ đờ uống nước nhiều đó là bệnh tiêu chảy. 

## Chăm sóc
Cho ăn cà rốt có thể khiến chúng bị sâu răng, cũng như gây nên những vấn đề về sức khỏe khác. Cà rốt và táo chứa nhiều đường thực vật, chỉ nên cho thỏ ăn những loại này ít. Chúng thích cam thảo nhưng nó lại không tốt bởi thỏ không thể tiêu hóa đường. Chúng thông thường không ăn rau củ có rễ, ngũ cốc hoặc trái cây, đặc biệt là rau diếp. Nên cho thỏ ăn cỏ, cải lá xanh đậm như bắp cải, cải xoăn, bông cải xanh.
Luôn có thức ăn xanh trong khi chăm sóc, lượng thức ăn xanh cho chúng luôn chiếm 90% tổng số thức ăn trong ngày. Có thể cho chúng ăn thêm thức ăn tinh bột, không được lạm dụng vì chúng sẽ dễ bị mắc bệnh về đường tiêu hóa dẫn đến chết. Nhiều người cho rằng thỏ không cần uống nước là sai. Thỏ chết không phải do uống nước hay ăn cỏ ướt mà vì uống phải nước bẩn và ăn rau bị nhiễm độc.